# Thomas Wüpper
Thomas Wüpper (* 19. März 1962 in Hamburg) ist ein deutscher Schauspieler.

## Leben
Wüpper studierte von 1986 bis 1990 Schauspiel an der Westfälische Westfälischen Schauspielschule in Bochum.
Am Anfang seiner Karriere als Schauspieler stand von 1989 bis 1995 das Theaterengagement im Schauspielhaus Bochum. Wüpper arbeitete im Laufe seiner bisherigen Karriere als Theaterschauspieler mit vielen renommierten Dramatikern und Theaterregisseuren des deutschen Sprachraums zusammen, unter anderem mit Heiner Müller, Frank-Patrick Steckel, B. K. Tragelehn, Jürgen Gosch, Bettina Fless, Wolf Redl, Reinhild Hoffmann und Niels-Peter Rudolph.
Wüpper spielte in zahlreichen Rollen von der klassischen Theaterliteratur bis zur Moderne und trat unter anderem in Stücken von Moliere, Lessing, Shakespeare, Brecht, Büchner und Karge auf.
Während seines Theaterengagements übernahm Wüpper bereits einige Filmrollen. So spielte er 1993 im Kinofilm Nordkurve von Adolf Winkelmann eine größere Rolle als Fußballhooligan. In der Kinoproduktion Schtonk von Helmut Dietl einen SS-Mann.
1994 spielte er in der internationalen Kinoproduktion The Sunset Boys (Regie Leidulv Risan) mit namhaften Größen wie Robert Mitchum, Cliff Robertson, Hanna Schygulla und Ingrid van Bergen. 1999 in der Kinoproduktion Der Krieger und die Kaiserin (Regie Tom Tykwer).

## Filmografie (Auswahl)
- 1992: Schtonk
- 1993: Nordkurve
- 1995: Ein starkes Team – Erbarmungslos (Fernsehserie)
- 1996–1998: Balko (Fernsehserie, zwei Folgen)
- 1997: Dumm gelaufen
- 1998: Der Clown (Fernsehserie, eine Folge)
- 1999–2021: Großstadtrevier (Fernsehserie, drei Folgen)
- 2000: Der Krieger und die Kaiserin
- 2000: Der Fahnder (Fernsehserie, eine Folge)
- 2001: Tatort – Eine unscheinbare Frau (Fernsehreihe)
- 2001: SK Kölsch (Fernsehserie, eine Folge)
- 2001: Wolffs Revier (Fernsehserie, eine Folge)
- 2002: Tatort – Zahltag
- 2002: Polizeiruf 110 – Grauzone
- 2002: Stahlnetz – PSI (Fernsehreihe)
- 2002: Tatort – Der dunkle Fleck
- 2003–2005: Alarm für Cobra 11 – Die Autobahnpolizei (Fernsehserie, zwei Folgen)
- 2004: Der Ermittler (Fernsehserie, eine Folge)
- 2004: Die Sitte (Fernsehserie, eine Folge)
- 2005: Ein Fall für zwei (Fernsehserie, eine Folge)
- 2005: Im Namen des Gesetzes (Fernsehserie, eine Folge)
- 2006: Der Untergang der Pamir
- 2006: SOKO Leipzig (Fernsehserie, eine Folge)
- 2007: Der Staatsanwalt (Fernsehserie, eine Folge)
- 2007: Post Mortem – Beweise sind unsterblich (Fernsehserie, eine Folge)
- 2008: Lutter (Fernsehreihe, eine Folge)
- 2008: Notruf Hafenkante (Fernsehserie, eine Folge)
- 2009: Der Dicke (Fernsehserie, eine Folge)
- 2009: Küstenwache (Fernsehserie, eine Folge)
- 2009: Stralsund – Mörderische Verfolgung (Fernsehreihe)
- 2010: SOKO Wismar (Fernsehserie, eine Folge)
- 2011: Die Pfefferkörner (Fernsehserie, eine Folge)
- 2012: Stralsund – Blutige Fährte
- 2013: Mörderische Jagd
- 2013: Der Alte (Fernsehserie, eine Folge)